# 帕特尼
普特尼（英語：Putney，/ˈpʌtˌni/）是英國倫敦西南部旺茲沃思區的一個地區，距離查令十字西南5.1英里（8.2），為倫敦規劃中的35個大倫敦主要中心之一。
古時候帕特尼是一個教區，直到1889年還屬於薩里郡管轄，此後劃歸倫敦郡，1965年成為旺茲沃思區的一部分。
英國首相克萊曼·艾德禮誕生於此地。